# Tic & Tac
Tic & Tac è un album degli Area, pubblicato nel 1980.

## Il disco
Ha un carattere molto più jazzistico rispetto ai precedenti lavori. È anche il primo album in studio degli Area senza il cantante Demetrio Stratos.

## Tracce
1. La torre dell'alchimista - 5:50 - (Fariselli)
2. Danza ad anello - 5:13 - (Fariselli)
3. A.S.A. - 4:34 - (Fariselli)
4. Lectric rag - 1:50 - (Fariselli)
5. La luna nel pozzo - 3:41 - (Fariselli)
6. Tic & tac - 4:38 - (Fariselli)
7. Quartet - 2:12 - (Tavolazzi)
8. Sibarotega - 4:16 - (Fariselli)
9. Chantée d'amour - 4:47 - (Tavolazzi)
10. Antes de hablar abra la boca - 4:22 - (Fariselli)

## Formazione per le tracce
"La Torre Dell'Alchimista"
- Larry Nocella - sax tenore
- Patrizio Fariselli - pianoforte, M.C.S. 70, clavinet, sintetizzatore Poliphonic Yamaha C60
- Ares Tavolazzi - basso elettrico, chitarra elettrica
- Giulio Capiozzo - batteria

"Danza Ad Anello"
- Larry Nocella - sax tenore
- Patrizio Fariselli - sintetizzatori M.C.S. 70, Prophet e Poliphonic Yamaha C60, pianoforte
- Ares Tavolazzi - contrabbasso, voce
- Giulio Capiozzo - batteria
- Guido Guidoboni - tromba

"A.S.A."
- Larry Nocella - sax tenore
- Patrizio Fariselli - sintetizzatore M.C.S. 70, pianoforte, piano elettrico, sintetizzatore Prophet
- Ares Tavolazzi - basso elettrico
- Giulio Capiozzo - batteria

"Lectric Rag"
- Patrizio Fariselli - sintetizzatore M.C.S. 70, pianoforte
- Giulio Capiozzo - batteria

"La Luna Nel Pozzo"
- Patrizio Fariselli - pianoforte
- Ares Tavolazzi - basso elettrico, contrabbasso
- Giulio Capiozzo - batteria

"Tic & Tac"
- Patrizio Fariselli - sintetizzatore M.C.S. 70, pianoforte, sintetizzatore Poliphonic Yamaha C60
- Ares Tavolazzi - basso elettrico, chitarra elettrica, voce
- Giulio Capiozzo - batteria

"Quartet"
- Larry Nocella - sax tenore
- Patrizio Fariselli - pianoforte
- Ares Tavolazzi - contrabbasso
- Giulio Capiozzo - batteria

"Sibarotega"
- Larry Nocella - sax tenore
- Patrizio Fariselli - pianoforte, sintetizzatori M.C.S. 70 e Poliphonic Yamaha C60
- Ares Tavolazzi - contrabbasso
- Giulio Capiozzo - batteria
- Guido Guidoboni - tromba

"Chantee D'Amour"
- Ares Tavolazzi - basso elettrico, chitarra elettrica, voce
- Giulio Capiozzo - batteria

"Antes De Hablar Abra La Boca"
- Patrizio Fariselli - pianoforte, sintetizzatore M.C.S. 70, voce
- Ares Tavolazzi - contrabbasso, voce, piccolo bass, chitarra acustica
- Giulio Capiozzo - batteria
- Luciano Biasutti - tromba
- Pino Vicari - voce[2]

### Area
- Giulio Capiozzo - batteria
- Patrizio Fariselli - sintetizzatore, pianoforte e organo
- Ares Tavolazzi - chitarre e basso
- Larry Nocella - sax

Altri musicisti
- Guido Guidoboni - tromba in Danza ad anello e Sibarotega
- Luciano Biasutti - tromba in Antes de hablar abra la boca
- Pino Vicari - voce in Antes de hablar abra la boca